# Паперова фабрика

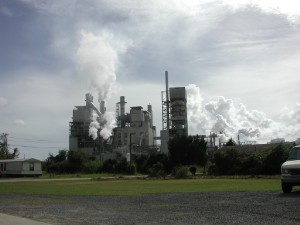
Целюлозно-паперовий комбінат у Джорджтауні, Південна Кароліна, США. На момент побудови був найбільшим паперовим виробництвом у світі

Паперова фабрика, заст. папі́рня — підприємство з виробництва паперу.

## Історія
Використовування машин з мускульним приводом (людей чи тварин) було відоме мусульманським і китайським папірникам. Існування ж механізмів для розмелювання паперової маси з приводом від водного колеса невідоме до XI століття. Втім, це може бути пояснене тим, що мусульманські автори називали паперові машини з будь-яким приводом словом «вірака», не вживаючи щодо водяних папірень слово «тахун» («млин»).
Підтверджено існування паперового виробництва в Багдаді часів Аббасидського халіфату, приблизно в 794—795 рр. Застосування водяних коліс при цьому залишається дискусійним. У марокканському місті Фес, за словами Ібн Батути, було «400 жорен для паперу». Оскільки Ібн Батута не згадує про використання з ними водяних коліс, очевидно, вони приводилися в рух силою людей чи тварин.

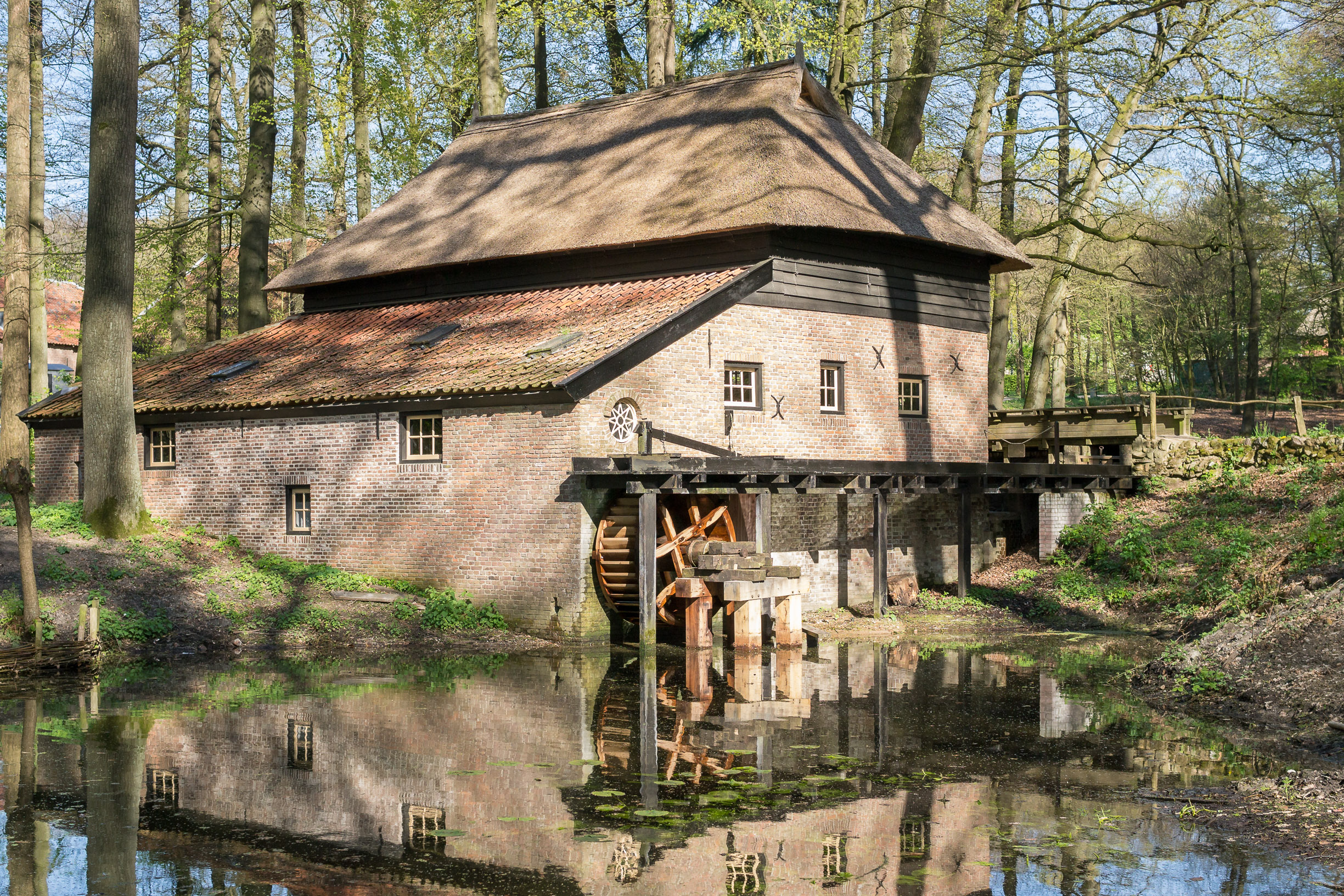
Паперовий млин, датований 1654 роком, у музею просто неба Арнхен, Нідерланди

Чітке свідчення про існування папероробної машини з водяним приводом датується 1282 роком — у Арагонському королівстві. Указ короля Педро III Арагонського стосується заснування королівських molendinum (водяних млинів) у центрі папірного виробництва Хатіва. Ці ранні водяні папероробні машини обслуговувалися мусульманами в маврському кварталі Хатіви, хоча, очевидно, це не схвалювалося окремими групами місцевої мусульманської папірницької громади: указ гарантував їм право продовжувати виробляти папір традиційним способом, з розмелюванням паперової маси вручну, і право звільнення від роботи на новому паперовому млині.
Перша постійна папірня з водним двигуном на північ від Альп заснована в Нюрнберзі купцем і промисловиком Ульманом Штромером в 1390 році, пізніше вона була зображена в багато ілюстрованій «Нюрнберзькій хроніці». Починаючи з середини XIV століття європейське папірництво отримало потужний імпульс своєму розвитку.

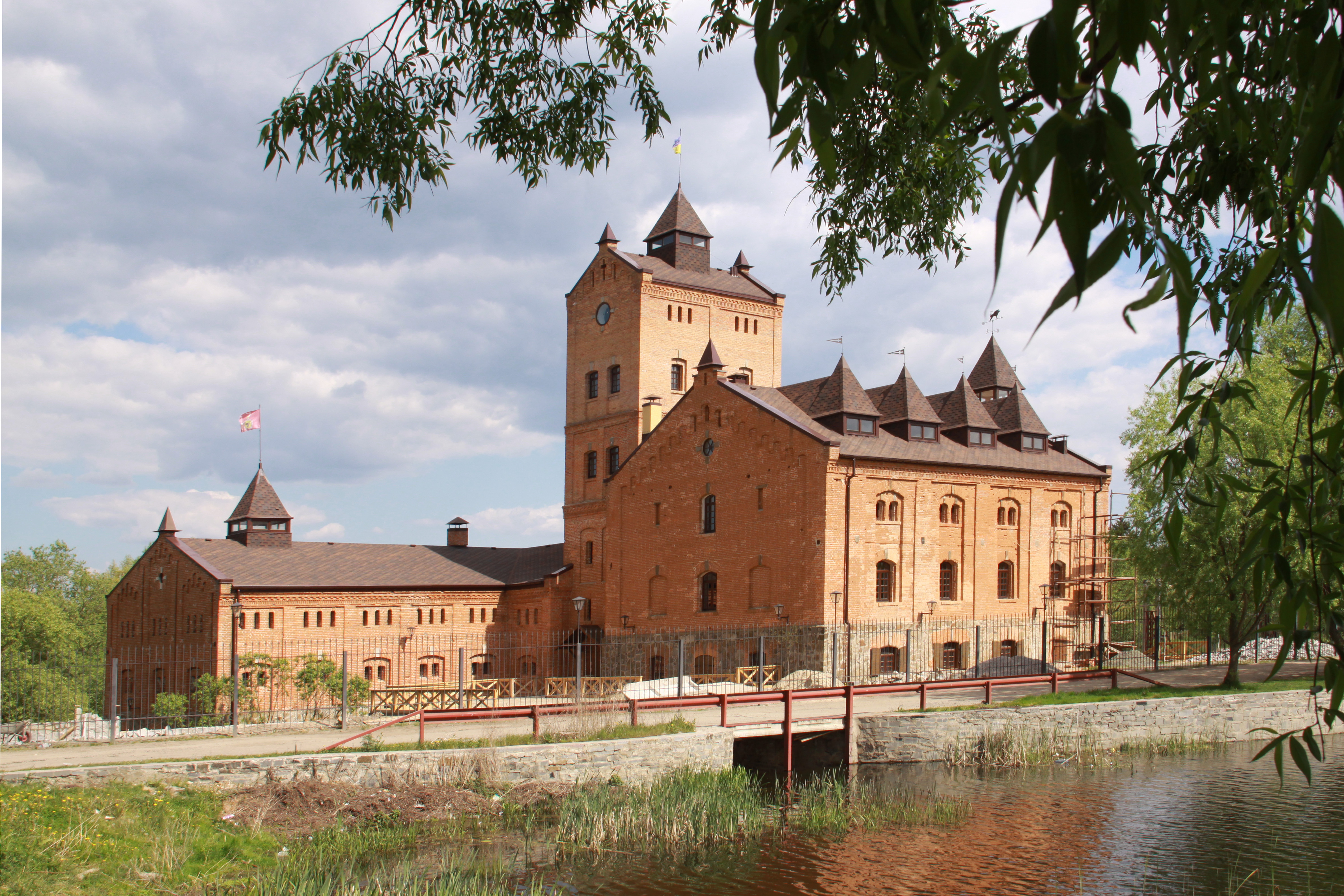
Радомишльська папірня

Розміри папірні в доіндустріальну добу описувалися числом папероробних чанів. Отже, папірня «на один чан» мала одного чанника, одного пресувальника та інших робітників.

### Україна
Перша папірня на території України виникла в 1522 році в Янові біля Львова. На Волині найстаріша відома папірня діяла біля Луцька й належала луцькому єпископові, що заснував її в 1570 р. Можливо, в 1580 р. папірня була заснована і в Острозі князем Острозьким: для потреб своєї друкарні (але достовірні відомості про її існування відносяться до 1620 р.). На території центральної України перша папірня відкрита в 1615—1624 рр. Є. М. Плетенецьким (Радомишльська папірня). З другої половини XVIII століття на більшій частині території України переважав папір московського виробництва, а власне папірництво занепало. Відродження припадає на 1810-ті роки, створена близько 1822 року Кочубеївська папірня вивозила папір і до великоросійських земель. Наприкінці XIX століття паперове виробництво на території російської України знову занепадає.

## Сучасність
Паперові фабрики можуть бути повного й неповного циклу. Фабрики повного циклу являють собою комбінат целюлозної й власно паперової фабрики, вихідною сировиною для них слугує деревний матеріал.
Сучасні паперові фабрики використовують значні обсяги енергії, води й деревної маси у високопродуктивних і складних послідовностях процесів і управління виробництвом для випуску паперу, придатного для різноманітного застосування. Сучасні папероробні машини можуть сягати 150 м у довжину і випускати аркуші шириною до 10 м, працювати зі швидкістю 97 км/год. Двома найголовнішими виробниками паперових машин є Metso та Voith.